# دنبووولا
دنبووولا (به لهستانی:  Dębowola) یک روستا در لهستان است که در گمینا ماگنوشو واقع شده‌است. دنبووولا ۱۷۰ نفر جمعیت دارد.